# Drapetis nigrinotum
Drapetis nigrinotum är en tvåvingeart som beskrevs av Smith 1962. Drapetis nigrinotum ingår i släktet Drapetis och familjen puckeldansflugor. Inga underarter finns listade i Catalogue of Life.